# راینهولد گلیر
راینهولد موریتسویچ گلیر (اوکراینی: Ре́йнгольд Мо́ріцевич Гліер؛ آلمانی: Reinhold Moritzevich Glière؛ ۱۱ ژانویه ۱۸۷۵ – ۲۳ ژوئن ۱۹۵۶) آهنگساز، رهبر ارکستر، طراح رقص و مدرس موسیقی اهل اوکراین با تباری آلمانی-لهستانی بود.
وی دانش‌آموختهٔ «مدرسهٔ موسیقی کی‌یف» و «کنسرواتوار دولتی چایکوفسکی مسکو» و از شاگردانِ میخائیل ایپولیتف ایوانف، یان هژیمالی، آنتون آرنسکی، اُتاکار شِـفچیک و سرگئی تانیف بود و بابت آثارش برندهٔ جوایز فراوانی همچون نشان لنین، «جایزهٔ استالین» و جایزه هنرمند مردمی اتحاد جماهیر شوروی شده بود.
او مدتی نیز رئیس «انجمن آهنگسازان اتحاد جماهیر» بود.